# Papež Leon VIII.
Leon VIII. (latinsko Leo Octavus), italijanski rimskokatoliški škof in papež; * 10. stoletje Rim (Papeška država, Frankovsko cesarstvo, † 1. marec 965 Rim (Papeška država, Sveto rimsko cesarstvo, danes: Italija) 

Od svoje izvolitve, 4. decembra 963, do smrti Janeza XII. 14. maja 964, je vladal kot protipapež; od 23. junija 964 pa do svoje smrti 1. marca 965 pa kot zakoniti papež.

## Življenjepis

### Cesarjev tajnik
Leon se je rodil v Rimu, v četrti Clivius Argentarius kot sin Janeza (Giovanni), ki je bil papeški protonotar (protoskrinarij) in član odlične plemiške družine. Čeprav je bil laik, je bil protoscriniarius ali nadzornik rimskih šol za pisarje na papeškem dvoru za časa papeževanja Janeza XII.. 

963 je bil v odposlanstvu, ki ga je poslal k Svetorimsko-nemškemu cesarju Otonu I. Janez XII., ki je oblegal italijanskega kralja Berengarja II. na gradu San Leone v Umbriji. Prejel je navodila, naj zagotovi cesarju, da je papež pripravljen popraviti zlorabe na papeškem dvoru, pa tudi oporeka Otonovim dejanjem, s katerimi mest v Papeški državi ni postavil pod papeško, ampak pod cesarsko upravo. 

## Papež

### Odstavitev Janeza XII. in izvolitev Leona VIII.
6. novembra 963 je svetorimsko-nemški cesar Oton I. sklical zborovanje pri Svetem Petru; na njem so papeža Janeza XII. obsodili zaradi veleizdaje in ga odstavili od papeštva zaradi nedostojnega načina življenja. Osnovno pričevanje za ta conciliabulum (koncilček) črpamo iz dela De rebus gestis Ottonis magni Imperatoris, ki ga je napisal zvesti cesarjev služabnik, kremonski škof Liutprand. 

Zbor je trikrat poklical papeža pred sodišče in mu s tem dopustil možnost za očiščevalno prisego; zbor si je torej prizadeval držati se pravilnega postopka z vidika cerkvenega prava. Janez je zavrnil vse te pozive in je prepovedal sodelujočim, pod grožnjo s kaznijo izobčenja, izvolitev novega papeža na njegovo mesto. 

4. decembra se je  koncil sešel, da bi izrekel sodbo; sedaj je tudi sam Oton obtožil Janeza krivoprisežništva in upora ter se je skliceval na zborovsko mnenje. Člani sinode so zahtevali odstavitev Janeza bolj zaradi nenravnega vedenja kot pa zaradi političnih napak – in so ga razglasili za odpadnika. Na njegovo mesto so izvolili s trikratnim vzklikanjem protoskrinarija, laika Leona; ustoličili so ga v Lateranu, posvetili pa v Vatikanu 6. decembra 963. 

#### Janezov odgovor
Kot odgovor na celo vrsto obtožb je Janez XII. iz svojega begunstva na Korziki poslal pismo (breve) koncilskim očetom, v katerem jim grozi z izobčenjem:  
| Joannis Papae XII rescriptum ad episcopis synodi Romanae" | Italijanski prevod | Slovenski prevod Pisma Janeza XII. škofom na rimskem zborovanju |
| --- | --- | --- |
| Nos audivimus dicere quia vos vultis alium papam facere; si hoc facitis, excommunico vos in nomine Deo omnipotenti, ut non habeatis licentiam nullum ordinare et missam celebrare. | Abbiamo sentito dire che voi volete fare un altro papa; se fate ciò, vi scomunico in nome di Dio Onnipotente, affinché non abbiate alcun permesso di ordinare e di celebrare l'eucarestia.. | Slišali smo, da hočete izvoliti drugega papeža; če boste to storili, vas izobčujem v imenu vsemogočnega Boga; s tem od sedaj naprej izgubite pravico do kakršnegakoli posvečevanja in maševanja. |

### Prekinjeno papeževanje
Otonova sinoda, ki je odstavila Janeza XII., je torej 6. decembra 963 za papeža izvolila odličnega rimskega laika, ki so mu trije škofje v enem dnevu podelili vse redove. Proti Leonu je odstavljeni Janez XII. spodbudil upor, ki pa ga je cesar Oton s trdo roko zadušil. Ko se je Oton dokončno umaknil iz Rima, je v mestu spet zavladal Janez XII., na sinodi 26. februarja 964 razveljavil svojo odstavitev in Leona VIII., ki se je zatekel k cesarju, izključil iz cerkvene skupnosti. Po nagli Janezovi smrti maja 964 so Rimljani proti cesarjevi volji izvolili novega papeža, Benedikta V. Le mesec dni po tem je Oton tretjič prišel v Rim, odstavil Benedikta V. in spet umestil Leona VIII., ki je poslej mirno vodil Cerkev do svoje smrti.

### Papež ali protipapež?
Po Janezovi smrti so Rimljani še vedno odklanjali Leona; ko pa jih je v to prisilila Otonova vojska, je prišel trenutek njegovega zmagoslavja. Vstopil je v mesto pod okriljem zmagovitega Otona ter sklical sinodo, pred katero so pripeljali Benedikta V.. Liutprand je živo opisal ta prizor: 

Zbrani v Lateranski baziliki so bili papež, cesar in številni škofje. Benedikt, oblečen v papeška oblačila, je stal pred njimi. Po priznanju svoje napake je Benedikt snel palij in ga izročil Leonu. Leon je nato snel mašno oblačilo in štolo z Benedikta in razglasil, da je preveden v stalež diakona. Ker izgleda, da se je Benedikt strinjal s svojo odstavitvijo, smemo Leona smatrati za pravega papeža od julija 964.  Liutprand nadalje poroča, da ko so Benediktu sneli papeška oblačila in znamenja, je le-ta pokleknil pred Leonom in slekel pontifikalna mašna oblačila, v znamenje ponižnosti in svojevoljne podreditve novemu papežu. V tem je bil Benediktov namen, da se je odpovedal prostovoljno;  v odgovor na to pa mu je Leon VIII. vzel pastorale (škofovsko palico), ter ga zlomil na njegovem hrbtu. Tukaj je prvič v zgodovini omenjeno papeško žezlo. 

Benedikta je vzel cesar oton s seboj v izgnanstvo v Hamburg, kjer je tudi umrl.  

Leona VIII. so imeli skozi veliko let za protipapeža; njegov položaj je še danes nejasen. Annuario Pontificio pravi o njegovem pontifikatu tole:
"Dandanes, podobno, kot že skozi enajst stoletij, se tu srečujemo s pontifikati, ki so vprašljivi glede na zgodovinska kakor tudi teološka in cerkvenopravna merila. Pravzaprav je težko ugotoviti, katera stran poseduje zakonitost, ki bi edina jamčila neprekinjeno in polnomočno nasledstvo naslednikov svetega Petra. Negotovost, ki jo ta nejasnost povzroča, je imela za posledico, da so nekateri papeški seznami njegovo papeževanje opuščali."
Zaradi Leonove nekanonične izvolitve je sedaj splošno sprejeto mnenje, da je vladal vse do odstavitve Benedikta V. kot protipapež. Čeprav je nadalje bila odstavitev Janeza XII. neveljavna, je bila izvolitev Benedikta V. za gotovo v skladu s kanoničnimi predpisi. Če upoštevamo pisanje Liutpranda, ki je zabeležil takratne dogodke, lahko preberemo, da se je Benedikt V. vdal v svojo odstavitev. Zdi se, da proti Leonovi izvolitvi ni niti pozneje oporekal. Zato zgodovinarji soglašajo, da smemo Leona smatrati za pravega papeža od julija 964 do njegove smrti 965. Dejstvo, da si je naslednji papež Leon privzel papeško ime Leon IX., tudi govori v prid veljavnosti njegovega papeževanja. 

### Dela
- »Documenta Catholica Omnia« (v latinščini). Pridobljeno 6. decembra 2011.

- Privilegium minus;
- Privilegium maius; to listino so tudi pripisovali Leonu VIII., a je ponaredek iz časov Henrika IV.. [14]
- Cessatio donationum [15] vrača številne papeške dežele, ki sta jih podelila Pipin Mali in Karel Veliki papežem, Otonu in njegovi ženi Adelajdi. Te dokumente naj bi izdala sinoda, ki je odstavila Benedikta V., oziroma papež Leon VIII.
- Pravzaprav pa nimamo nobenega poročila o njegovih delih v času, ko ga zanesljivo smatramo za pravega papeža. Govori se sicer, da je on dal svetorimsko-nemškemu cesarju Otonu pravico, da lahko po svoji uvidevnosti določa, kdo naj bo papež ali škof (prvi dve zgornji listini), in da je vrnil pod Otonovo upravo vse tiste dežele, ki so jih njegovi predniki podelili papeštvu (tretja listina). Splošna sodba glede teh listin pa je, da so cesarski ponaredek, ki je nastal za časa zagrizenega investiturnega boja. [16] [17]

## Smrt in ocena
Leon VIII. je umrl v Rimu 1. marca 965 za kapjo. Umrl je v sluhu svetosti. 
Pokopan je bil najverjetneje v stari Baziliki sv. Petra.

## Ocena

### Mračno stoletjeincezaropapizem
- Leon je bil sicer mož neoporečnega značaja. Njegova postavitev za papeža pa je bila vendarle neveljavna iz dveh razlogov: ker ni dovoljeno odstaviti zakonitega papeža, kar je Janez XII. bil; ker je bil laik, ki so ga posvetili z vsemi cerkvenimi redovi v enem dnevu, brez dolžnih vmesnih presledkov. [19]
- Z vzpostavitvijo rimsko-nemškega cesarstva 962 se je začela oblikovati tudi t.i. Reichskirche (državna Cerkev). Že Karel Veliki je v nekaterih primerih sam imenoval škofe, Oton I. pa je njegov državni cerkveni sistem dopolnil. Zagotovil si je pravico imenovanja in umeščanja škofov; tako je uvedel laično investituro za visoke cerkvene službe, ki so odslej bile povezane z bogatimi fevdi. Škofje so z umeščanjem postali cesarjevi vazali, Cerkev je vse bolj postajala »osrednja državna ustanova«. V času Otona III. je laična investitura postala že reden državni sistem, istočasno pa so se pojavile številne negativne posledice takega sestava, ki so v različnih oblikah skozi dolga stoletja ostale težko breme Cerkvi pri izvrševanju njenega poslanstva in spričevale, da je za Cerkev bila fevdalizacija oziroma povezovanje s fevdalnim sistemom eden najpogubnejših pojavov v vsej njeni zgodovini. [20] Z obnovo Svetorimskega cesarstva nemške narodnosti je po Mračnem stoletju nastopil torej za Cerkev čas prav tako mračnega cezaropapizma z laično investituro, kar je pripeljalo do dolgotrajnega, nepopustljivega in izčrpljujočega investiturnega boja. Cesar se je začel vmešavati v cerkvene zadeve ne le z umeščanjem škofov in opatov, ampak tudi s postavljanjem in odstavljanmjem papežev.
- Za papeže je bilo 10. stoletje vsekakor temačno obdobje in ga po pravici imenujemo Mračno stoletje. Kronika, ki jo je napisal nemški škof Liutprand, slika posvetnost na papeškem dvoru; vendar je njegova poročila treba brati s pridržkom, saj je bil pisec zelo protirimsko razpoložen - kar tudi sam izrecno poudarja - in je zato dvomno, da je pisal nepristransko. [21] Za to obdobje torej manjkajo neodvisni in nepristranski zgodovinski viri. Večino poročil o škandalih, nasilju in razvratu v Rimu je napisal torej že omenjeni Liutprand. Svojemu delu je dal pomenljiv naslov Maščevanje (Obračun, Antapodosis). Ta naslov daje slutiti, da je v svojem pripovedovnju brez dvoma pretiraval, pa tudi potvarjal zgodovinsko resnico, da bi se na ta način maščeval nekaterim ljudem, ki so se mu zamerili. Kljub Liutprandovim pretiravanjem pa je bilo v takratni družbi res marsikaj slabega, kar je najedalo tudi Cerkev tako od zunaj kot od znotraj. Tako si lahko ustvarimo mnenje, da je to bil v resnici strašen čas. [22]